# روبي غرين
روبي غرين (بالإنجليزية: Robbie Green)‏ هو لاعب دارت بريطاني، ولد في 19 يوليو 1974 في ليفربول في المملكة المتحدة.

## وصلات خارجية
- روبي غرين على موقع DartsDatabase.co.uk (الإنجليزية)